# Branimir Longin
Branimir Longin  (nacido el 7 de febrero de 1978 en Zadar) es un exjugador de baloncesto croata. Con 1,96 metros de estatura, jugaba en la posición de escolta.

## Trayectoria
[actualizar]